# ENEOS控股
ENEOS控股（日语：／ eneosu hōrudhingusu */?）是日本一家以石油化學為事業中心的控股公司，為ENEOS集團的母公司，其麾下有在日本國內市占率相當大的ENEOS（原新日本石油）。而其他的事業則是進行石油精煉外銷以及在中東、東南亞等油源地區進行石油探勘的作業。

## 沿革
- 2010年4月1日 - 新日本石油（日语：新日本石油）（現ENEOS）與新日礦控股（日语：新日鉱ホールディングス）（現JX金屬（日语：JX金属））進行營運統合，合資成立JX控股株式會社（JXホールディングス；又譯為吉坤控股），並取代前兩家公司的上市公司地位。
- 2017年4月1日 - JX控股收购日本第三大炼油业者東燃通用石油（日语：東燃ゼネラル石油），將東燃通用石油納入旗下，JX控股則同時更名為JXTG控股株式會社。
- 2019年11月28日 - 宣布公司將更名為ENEOS控股株式會社[2]，於2020年6月25日召開股東大會後正式變更。

## 旗下事業
核心事業公司
- ENEOS（原JX能源） - 石油煉製、販售
- JX石油開發（日语：JX石油開発） - 石油開發
- JX金屬（日语：JX金属） - 非鐵金屬

## 外部鏈結
- ＥＮＥＯＳホールディングス （日語）